# (15234) 1988 BJ5
(15234) 1988 BJ5  es un asteroide perteneciente al cinturón de asteroides, descubierto el 28 de enero de 1988 por Robert H. McNaught desde el Observatorio de Siding Spring, en Australia.

## Designación y nombre
Designado provisionalmente como 1988 BJ5.

## Características orbitales
1988 BJ5 orbita a una distancia media del Sol de 2,710 ua, pudiendo acercarse hasta 2,535 ua y alejarse hasta 2,885 ua. Tiene una excentricidad de 0,064 y una inclinación orbital de 12,045 grados. Emplea en completar una órbita alrededor del Sol 1629,34 días.

## Características físicas
Su magnitud absoluta es 13,81. Tiene 4,686 km de diámetro. Su albedo se estima en 0,351.